# Djerid
El Djerid (àrab: الجريد, al-Jarīd, pronunciat en el dialecte local l-Jrīd, que vol dir ‘fulla de palmera’) és el nom donat a una regió natural del Magrib, predesèrtica, al sud de Tunísia, situada al nord de la regió desèrtica del Gran Erg Oriental. És una zona d'oasis amb palmeres que li donen el nom (jarid, ‘palmera’) i de xots, depressions salines que foren llacs, especialment el Chott El Djerid. Històricament inclou també el nord-oest de Líbia i una part d'Algèria a la frontera amb el Djerid tunisià. Les ciutats principals són Gafsa, Tozeur, Nefta, Kébili i Douz. L'economia està basada en l'explotació dels oasis, principalment dels dàtils de la varietat Deglet Nour, molt apreciada i de fet la de millor qualitat. A més existeixen les importants mines de fosfats de Redeyef i Metlaoui. Aquesta zona fou un feu dels ibadites i kharigites des del segle ix, i van mantenir la seva influència durant part de l'edat mitjana.

## Història
La primera conquesta de la regió que els àrabs van anomenar Bilad al-Jarid fou el 647 per obra de Ibn Zuhayr. Una segona conquesta es va produir el 669 per Uqba ibn Nafi. La regió fou anomenada la Qastíliya a l'edat mitjana. Després del 800 pertanyé als aglàbides; es va revoltar el 839; la població, amaziga, era de majoria ibadita però no es va tornar a revoltar més; formaven els habitants els grups amazics dels luwata, zowara i miknasa i hi havia alguns romans (colons vinguts d'altres llocs de l'imperi romà en segles anteriors). Les principals ciutats estaven regides per consells de notables entre els quals van destacar a Tozeur els Banu Farkan i després els Banu Wattas. L'ibadisme va subsistir fins al segle xi i el kharigisme fins al XII. Al segle x els fatimites van dominar la regió.
El 1053 el país fou assolat pels Banu Riyah, avantguarda dels Banu Hilal, sota la direcció d'Abid ibn Abi l-Rayth, i poc després va passar a mans de l'emir de Gafsa Abd Allah ibn al-Rand (dinastia dels Banu l-Rand) i que va subsistir fins a la conquesta almohade el 1160. Els mallorquins Banu Ghaniya (primer Ali i després Yahya) la van convertir en un dels seus centres d'operacions fins vers el 1200. Després va estar en possessió dels hàfsides. Els kharigites van desaparèixer progressivament per la seva divisió en dos corrents (Wahbiyya i Nekkara) i per les predicacions vers el 1200 d'un marabut de nom Sidi Abu Ali al-Nafti que té el seu mausoleu al centre del palmerar de Nefta.
Sota aquesta dinastia el poder local va correspondre als Banu Yamlul a Tozeur i als Banu l-Khalaf a Nefta, força independents amb relació a Tunis. Els sedentaris havien de pagar tribut als nòmades. Els Banu Riyah foren expulsats entre el segle xii i el XIII però els van substituir diverses tribus Sulaym, els Kub i els Mirdas que finalment es van traslladar a la regió de Bona al segle xiv. En aquest segle els primers van recaptar impostos i els segons van adquirir terres a Tozeur, però finalment es van assentar. Al segle xv la situació havia esdevingut tranquil·la. Al segle xvi va començar a arribar la influència otomana i els beys husaínides van enviar algunes expedicions després del 1705, per cobrar els impostos i subjectar la zona. Sovint es van cometre abusos i part del recaptat va quedar en mans de funcionaris sense escrúpols, i les propietats en poder del mateix bey que les revenia. La supressió de l'esclavatge el 1857 va iniciar la decadència del comerç saharià del que no es va escapar el Djarid.
Els francesos s'hi van establir el 1881 i hi van promocionar les palmeres de dàtils de la varietat Deglet Nour